# Hlasování o vině a trestu Ludvíka XVI.
Hlasování o vině a trestu Ludvíka XVI. bylo zasedání Národního konventu během Velké francouzské revoluce, které se konalo od 15. do 19. ledna 1793 po ukončeném procesu s králem. Poslanci těsnou většinou jednoho hlasu odhlasovali neodkladný trest smrti. Poprava Ludvíka XVI. se uskutečnila 21. ledna 1793.

## Otázky a průběh
V úterý 15. ledna 1793 byly v Národním konventu předloženy k hlasování první dvě otázky:
- Je Ludvík Kapet vinen ze spiknutí proti veřejné svobodě a z útoků proti veřejné bezpečnosti státu, ano či ne?
- Bude rozsudek Národního konventu nad Ludvíkem Kapetem podléhat lidovému hlasování, ano či ne?

Hlasovalo se podle departementů a poslanci po jednom přistupovali se svým výrokem k řečnickému pultu.
Od středy 16. ledna 1793 od šesti hodin večer do čtvrtka 17. ledna do sedmi hodin večer bez přerušení odpovídali poslanci na třetí otázku:
- Jaký trest bude Ludvíkovi uložen?

Během hlasování 17. ledna navrhl poslanec Pierre-Anselme Garrau odložit výkon trestu. Na zasedání v sobotu 19. ledna 1793 navzdory velkému nesouhlasu Jeana Paula Marata se Konvent usnesl okamžitě hlasovat o možnosti odložit trest a rozhodl, že otázka bude znít:
- Odloží se výkon rozsudku nad Ludvíkem Kapetem, ano či ne?

## Výsledky hlasování

### První otázka
Je Ludvík Kapet vinen ze spiknutí proti veřejné svobodě a z útoků proti veřejné bezpečnosti státu, ano či ne?
- Počet poslanců Konventu: 749
- Nepřítomných:
  - pro nemoc: 7
  - neomluveno: 1
  - ze služebních důvodů: 20
  - nezapsáno na seznamu: 3
- Celkem nepřítomných: 31
- Přítomných:
  - odpovědělo jednoduše ano: 673
  - proneslo různé deklarace: 32
  - neodpovědělo na otázku: 3
  - zdrželo se hlasování: 10
- Celkem: 749

Výsledek: Ludvík Kapet je vinen ze spiknutí proti veřejné svobodě a z útoků proti veřejné bezpečnosti státu.

### Druhá otázka
Bude rozsudek Národního konventu nad Ludvíkem Kapetem podléhat lidovému hlasování, ano či ne?
- Počet poslanců Konventu: 749
- Nepřítomných:
  - pro nemoc: 7
  - neomluveno: 1
  - ze služebních důvodů: 20
- Celkem nepřítomných: 28
- Přítomných:
  - hlasovalo ano: 286, z nich 109 zdůvodnilo své rozhodnutí
  - hlasovalo ne: 423, z nich 116 zdůvodnilo své rozhodnutí
  - zdrželo se hlasování: 12
- Absolutní většina 355
- Celkem: 749

Výsledek: Rozsudek Národního konventu nad Ludvíkem Kapetem nebude podléhat lidovému hlasování.

### Třetí otázka
Jaký trest bude Ludvíkovi uložen?
- Počet poslanců Konventu: 749
- Nepřítomných:
  - pro nemoc: 7
  - neomluveno: 1
  - ze služebních důvodů: 15
- Celkem nepřítomných: 23
- Přítomných:
  - hlasovalo pro bezpodmínečnou smrt: 361
  - hlasovalo pro bezpodmínečnou smrt s Mailhovým pozměňovacím návrhem: 26
  - hlasovalo pro smrt s odkladem: 44
  - hlasovalo pro jiný trest: 290
  - zdrželo se hlasování: 5
- Absolutní většina: 361
- Celkem: 749

Poslanec Mailhe hlasoval pro trest smrti, ale podal pozměňovací návrh, aby se diskutovalo, zdali je smrt krále ve veřejném zájmu.
Výsledek: Ludvík Kapet bude odsouzen k trestu smrti.

### Čtvrtá otázka
Odloží se výkon rozsudku nad Ludvíkem Kapetem, ano či ne?
- Počet poslanců Konventu: 749
- Nepřítomných:
  - pro nemoc: 21
  - podalo demisi: 1
  - neomluveno: 8
  - ze služebních důvodů: 17
- Celkem nepřítomných: 47
- Přítomných:
  - hlasovalo ano: 310
  - hlasovalo ne: 380
  - hlasovalo podmínečně: 2
  - zdrželo se hlasování: 10
- Absolutní většina: 346
- Celkem: 749

Výsledek: Výkon rozsudku nad Ludvíkem Kapetem nebude odložen.